# ストーン・テンプル・パイロッツ
ストーン・テンプル・パイロッツ (英語: Stone Temple Pilots) は、アメリカ合衆国サンディエゴ出身のロックバンド。略称はSTP。1992年のデビューからアルバムが4作連続でミリオンセールスを達成し、オルタナティヴ・ロックバンドとして1990年代に大きな成功を収めた。

## 来歴
結成からデビュー(1986-1993)
1986年、ロングビーチで行われたブラック・フラッグのライヴにて、スコット・ウェイランドとロバート・ディレオが出会う。意気投合した彼らは、スウィング (Swing) なるバンドを結成。程なくして、ロバートの兄・ディーンとエリック・クレッツが加入すると、バンド名をマイティー・ジョー・ヤング (Mighty Joe Young) と改める。地元サンディエゴのクラブ・シーンで徐々にファン層を拡大していくが、シカゴ出身の同名のブルース・ミュージシャンから訴えられたことでバンド名の変更を余儀なくされ、数回の改名を経て、ストーン・テンプル・パイロッツ（STP）を名乗ることになった。また、「スポーツ・チームみたい（動物の複数形）なのはダサいから、意味に繋がりなんて全くない単語の羅列で名付けた」というエピソードもある。
1992年、アトランティック・レコードと契約を交わす。同年、プロデューサーにブレンダン・オブライエンを迎えたデビューアルバム『コア (Core)』を発表。全米2位、700万枚以上の売上を記録し、「Sex Type Thing」や「Plush」といったシングルもヒットした。一方、その音楽性が「グランジかぶれ」だとして強い批判も浴びた。
成功と転落(1994-2002)

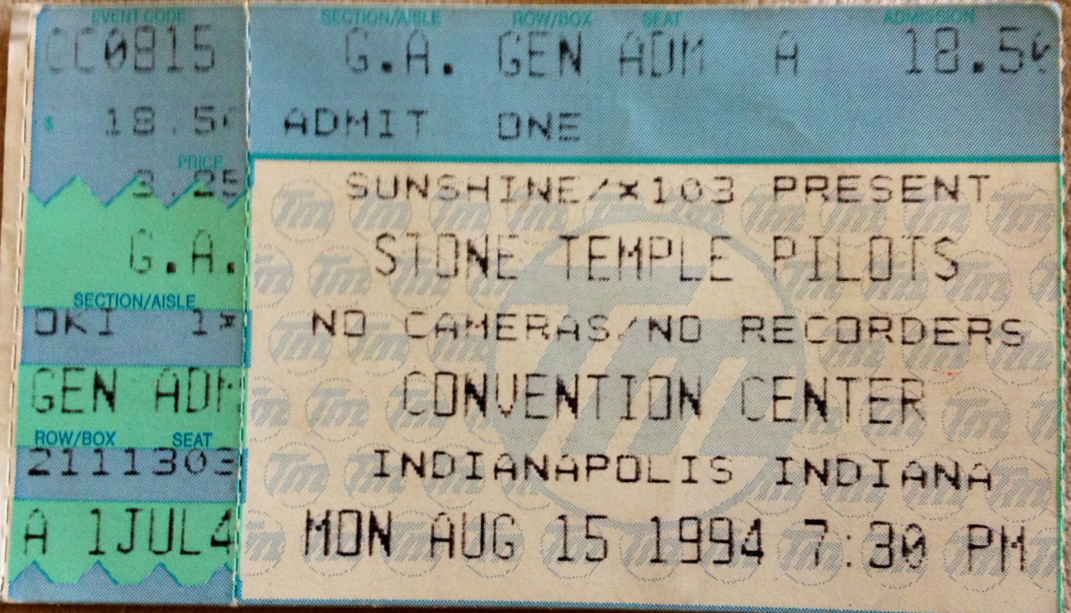
'紫色のコンサートツアーチケット、1994

1994年には2ndアルバム『パープル (Purple)』を発表。全米1位に輝き、ニルヴァーナ、パール・ジャムらの二番煎じという声を跳ね返した。しかし、直後にボーカルのウェイランドが薬物不法所持で逮捕。これ以降、ウェイランドは私生活でトラブルを繰り返すようになり、他のバンドメンバーとの間に人間関係の溝が生じることになった。
同じ屋根の下で生活しているにもかかわらずウェイランドと他の3人が顔を合わせないという状況でレコーディングが行われ、1996年に3rdアルバム『ヴァチカン (Tiny Music...Songs From The Vatican Gift Shop)』を発表。従来よりメロディを重視する音楽性へ変化し、全米4位を記録する。ところが、ウェイランドが再び薬物で逮捕され1年間の保護観察処分を受けたことでツアーが打ち切られ、売上は伸びなかった。この状況に業を煮やした残りの3人のメンバーは無名のヴォーカリストを加えトーク・ショー (Talk Show) という名義で活動を開始。一方ウェイランドもソロ・アルバム「12 Bar Blues」を発表する。
冷却期間を経て互いの価値を再認識したバンドは関係を修復し、1999年に4thアルバム『No 4』を完成させる。発売直前にウェイランドが薬物関連で1年間服役することになったため、ツアーは彼の出所を待って行われた。2001年には5thアルバム『シャングリラ・ディー・ダ (Shangri-La Dee Da)』をリリース。コーン主催のファミリー・ヴァリューズのヘッドライナーとして、リンキン・パークらとツアーを行う。翌2002年にはオズフェストの出演を辞退して新作に取り掛かるが、秋にバンドは突如解散。ウェイランドは元ガンズ・アンド・ローゼズのメンバーと組み、ヴェルヴェット・リヴォルヴァーを始動させた。
再結成(2008-2013)
2008年2月に再結成が発表され、5月から全米ツアーを開始。2010年5月に6thアルバム『ストーン・テンプル・パイロッツ』をリリースし、全米初登場2位と復活をアピールした。翌月には、バンド初のライヴ映像作品『Alive In The Windy City』を発表した。
スコット・ウェイランドの解雇から現在(2013-)
2013年2月、公式サイトにてウェイランドの解雇を発表。5月には、リンキン・パークのチェスター・ベニントンを迎えたことが明らかになり、新曲「Out of Time」も発表された。これに対し、ウェイランドは自分はまだSTPのメンバーであり、バンドの名義は自分にあると主張。現メンバー側はウェイランドがSTPデビュー20周年のツアーを反故にしたのが解雇の理由であると反論し、バンドの法的権利をめぐって訴訟を提起。ウェイランドも反訴した。
9月から全米ツアーを開始し、翌10月にはストーン・テンプル・パイロッツ with チェスター・ベニントン名義で新作EP『ハイ・ライズ (High Rise)』を発表するも、翌年にはベニントンが脱退(ウェイランドの時とは違い友好的な脱退となった)。
2015年12月3日、ウェイランドがツアー・バスの中で亡くなっていたところを発見される。死因は、ドラッグとアルコールを含む「薬物等の併用による中毒」とされている。
2017年7月20日、チェスター・ベニントンがロサンゼルスの自宅で死亡しているのが発見された。家族が外出中の首吊り自殺だった。
2016年秋、3代目ボーカリストのオーディションを開催し、オーディション番組『Xファクター』で準優勝したジェフ・グートを抜擢。しかし、翌2017年11月14日に音楽番組で本人たちが出演するまで、彼の名前は伏せられていた。また当日には、番組主催のライブも行われた。

## メンバー
- ロバート・ディレオ (Robert DeLeo、1966 - ) - ベース、バッキングボーカル
- ディーン・ディレオ (Dean DeLeo ロバートの実兄、1961 - ) - ギター
- エリック・クレッツ (Eric Kretz、1966 - ) - ドラムス
- ジェフ・グート (Jeff Gutt、1976 - ) - ボーカル

元メンバー
- スコット・ウェイランド (Scott Weiland、1967 – 2015[12]) - ボーカル
- チェスター・ベニントン (Chester Bennington、1976 - 2017 ) - ボーカル

## ディスコグラフィー

### アルバム
| 年                                        | タイトル                                       | アルバム詳細 | チャート最高位 | チャート最高位 | チャート最高位 | チャート最高位 | チャート最高位 | チャート最高位 | チャート最高位 | チャート最高位 | チャート最高位 | チャート最高位 | 認定                                                                |
| 年                                        | タイトル                                       | アルバム詳細 | US             | AUS            | AUT            | CAN            | GER            | NOR            | NZ             | SWE            | SWI            | UK             | 認定                                                                |
| ----------------------------------------- | ---------------------------------------------- | --- | -------------- | -------------- | -------------- | -------------- | -------------- | -------------- | -------------- | -------------- | -------------- | -------------- | ------------------------------------------------------------------- |
| 1992                                      | Core                                           | - 発売日: 1992年9月29日 - レーベル: Atlantic - フォーマット: CD, LP, cassette, digital download - 全米売上: 800万枚 | 3              | 29             | 21             | 8              | 53             | 20             | 11             | 9              | 36             | 27             | - US: 8× プラチナ - AUS: プラチナ - CAN: 2× プラチナ - UK: シルバー |
| 1994                                      | Purple                                         | - 発売日: 1994年6月7日 - レーベル: Atlantic - フォーマット: CD, LP, cassette, digital download - 全米売上: 600万枚  | 1              | 1              | 18             | 2              | 15             | 11             | 3              | 6              | 25             | 10             | - US: 6× プラチナ - AUS: プラチナ - CAN: 3× プラチナ - UK: シルバー |
| 1996                                      | Tiny Music... Songs from the Vatican Gift Shop | - 発売日: 1996年3月26日 - レーベル: Atlantic - フォーマット: CD, LP, cassette - 全米売上: 200万枚                   | 4              | 3              | 37             | 5              | 47             | 27             | 4              | 27             | 41             | 31             | - US: 2× プラチナ - AUS: ゴールド - CAN: プラチナ                   |
| 1999                                      | No. 4                                          | - 発売日: 1999年10月26日 - レーベル: Atlantic - フォーマット: CD, LP - 全米売上: 100万枚                            | 6              | 21             | —              | 5              | 41             | —              | 33             | —              | —              | 101            | - US: プラチナ - CAN: プラチナ                                      |
| 2001                                      | Shangri-La Dee Da                              | - 発売日: 2001年6月19日 - レーベル: Atlantic - フォーマット: CD, LP - 全米売上: 50万枚                              | 9              | 35             | —              | 5              | 72             | —              | —              | —              | —              | 105            | - US: ゴールド - CAN: ゴールド                                      |
| 2010                                      | Stone Temple Pilots                            | - 発売日: 2010年5月25日 - レーベル: Atlantic - フォーマット: CD, LP - 全米売上: 9.9万枚                             | 2              | 21             | 54             | 2              | 52             | —              | 6              | —              | 36             | 80             |                                                                     |
| 2018                                      | Stone Temple Pilots                            | - 発売日: 2018年3月16日 - レーベル: Rhino - フォーマット: CD, LP, digital download                                  | 24             | 38             | —              | 36             | 94             | —              | —              | —              | 44             | —              |                                                                     |
| "—"は未発売またはチャート圏外を意味する。 |                                                | |                |                |                |                |                |                |                |                |                |                |                                                                     |